# Streptokinase
Die Streptokinase ist ein extrazelluläres Protein, das von β-hämolysierenden Streptokokken in das Nährmedium ausgeschieden wird. Streptokinase ist essentiell für die Hämolyse durch Streptokokken, hat aber für sich allein keine enzymatische Aktivität. Diese wird erst durch Bildung eines Aktivator-Komplexes mit Plasminogen erreicht, welcher die Umwandlung von Plasminogen zu Plasmin katalysiert. Plasmin wiederum ist ebenfalls ein Enzym und löst Blutgerinnsel auf. Diese Eigenschaft wird in der Medizin ausgenutzt.

## Geschichte
William Symth Tillett und William Edward Garner (1889–1960) fanden 1933 bei Versuchsreihen mit hämolytischen Streptokokken einen Stoff, der Blutgerinnsel auflösen kann. Lauritz Royal Christensen isolierte die Substanz und nannte sie Streptokinase.
Milstone wusste seit 1914, dass die entdeckte Verbindung selbst keine fibrinolytische Wirkung hat, sondern die Verbindung dafür sorgt, dass das Plasminogen in Plasmin umgewandelt wird.
Die erste Anwendung bei Herzinfarkten fand 1963 unter Hubert Poliwoda (geb. 1927) statt. Wiktor Bross wendete 1966 die Streptokinase zusammen mit durchblutungsfördenden Mitteln bei Lungenembolien an.
In Verbindung mit Streptodornase wurde es seit den 1950ern zudem bei infektiösen Entzündungen mit Nekrose- und Eiterbildung angewendet. Hier kam es jedoch vermehrt zu allergischen Reaktionen, da Fremdproteine vorhanden waren. 1962 konnte die Firma Hoechst das gereinigte Produkt auf den Markt bringen.

## Herstellung
Nach der Abzentrifugation der Bakterien kann man die Streptokinase aus dem verbrauchten Medium aufreinigen. Wegen dieser einfachen Reinigungsmethode lässt sich Streptokinase kostengünstig gewinnen. Während der ersten Reinigungsschritte der Streptokinase wird auch die Streptodornase ausgefällt. Die Mischung beider Enzyme wird unter dem Namen Varidase vermarktet.

## Verwendung
- Streptokinase wird u. a. zur Reinigung von blutverschmutztem chirurgischen Material (z. B. Katheter und Endoskope), aber auch zur Wundbehandlung (Abbau von Schorf) eingesetzt.
- Streptokinase wird beim akuten Herzinfarkt eingesetzt.[3] Dabei wird Streptokinase in sehr hoher Dosierung injiziert. Unterstützend wird Plasminogen durch Infusion zugeführt (Streptokinase + Plasminogen = Anistreplase). Innerhalb von wenigen Minuten löst sich der Blutpfropfen im Herzen auf. Wegen der antigenen Eigenschaft der Streptokinase erfolgt eine Weitertherapie mit Urokinase humanen Ursprungs.
- Streptokinase wird auch bei schweren Thrombosen eingesetzt.

Eine Folgetherapie mit Streptokinase, auch in niedrigerer Dosierung, ist nicht möglich:
Streptokinase ist kein Eiweiß humanen Ursprungs, d. h. Streptokinase stellt ein Antigen dar, und der Körper bildet gegen Streptokinase gerichtete Antikörper. Sollte dann wieder Streptokinase verabreicht werden, kann es zu einem anaphylaktischen Schock kommen. Ebenso kann eine Anwendung von Streptokinase nach einer Streptokokken-Infektion gefährlich sein.

## Handelsnamen
Monopräparate
Streptase (D, CH)
Kombinationspräparate
Varidase (D, A)